# Adaptation en bande dessinée
Une adaptation en bande dessinée est la transcription d'une histoire sur un support d'origine vers une bande dessinée. Ces supports d'origine sont principalement la littérature, les films et la télévision, et, plus récemment, les jeux vidéo.
L'adaptation peut être une transcription complète de l'histoire du support d'origine ou seulement une partie ou encore prolonger l'histoire d'origine.